# Charles Tyler
Pour les articles homonymes, voir Tyler.
Ne pas confondre avec son paronyme Charles Tyner.
Charles Tyler, né en 1760 et mort le 28 septembre 1835, est un amiral de la Royal Navy.
Il participe à la guerre d'indépendance des États-Unis, aux guerres de la Révolution française et aux guerres napoléoniennes.